# ベイ・オブ・プレンティ地方

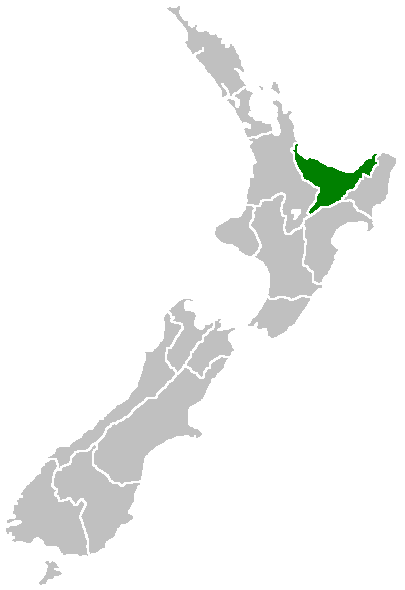
ベイ・オブ・プレンティ地方の位置

ベイ・オブ・プレンティ地方（ベイ・オブ・プレンティちほう、英: Bay of Plenty Region、マオリ語: Te Moana-a-Toi）は、ニュージーランドの北島にある地方。プレンティ湾を取り囲むようにして位置する。最大の都市は西部のタウランガ。英語ではしばしばBoPと略される。

## 概要
ベイ・オブ・プレンティの地方政府の行政区域には、2006年の概算で257,379人が住み、2011年までに277,900人に増加させるべく計画されている。この地方では、タウランガ（人口103,635人）とロトルア（人口65,901人）の2都市が有力である。この両都市間の妥協で、1989年にファカタネの町がベイ・オブ・プレンティ広域自治体の所在地として選ばれたが、2007年には、将来タウランガがこの役割を担うことと決定された。この地方には、この他にティプーケ（テプケ）、カウェラウ、カティカティ、オポティキの町がある。農業と観光業が、この地方の二大産業であり、観光業は、人気の高い観光地であるロトルア周辺の地熱地帯によるものである。
この地域では、植林がなされており、多くは商業的に植えられ管理されている。また、粗放な農業も行われている。海岸地域の気候は熱帯に近く、一年の大半が蒸し暑いが、内陸では、ロトルア地域内でも平均気温は概して2℃涼しい。有名な農作物は、キウイフルーツ、リンゴ、アボカドそして材木である。ニュージーランドの大部分と同じように、羊の飼育が広く行われているが、酪農と肉牛の飼育が羊に置き換わりつつある。
特に西部ベイ・オブ・プレンティにおいて、木材を主要港タウランガまで搬送するための道路輸送の信頼性を確保するため、次第に道路基盤が整備されつつある。鉄道路線としては、特筆すべきものとして東海岸幹線鉄道がタウランガやワイカト地方から東部プレンティ湾地域まで存在しており、貨物専用として利用されている。

## プレンティ湾
プレンティ湾は、西はコーラマンデル半島の付け根から、東はケープ・ランナウェイまで広がっている。その範囲は、西はカイマイ山脈とママク山脈によって画され、ロトルア、カウェラウ、ムルパラ付近の住民がまばらな森林地帯に向かって内陸へ伸びている。湾には、いくつかの島があり、著名なものとしてはメイヤー島（トゥフア）、モティティ島、ホエール島、そして中でも最も有名なのがホワイト島（ファカアリ）の活火山である。
この湾は、1769年11月中のあるとき、ジェームズ・クックによって名付けられた。クックは、ポバティ湾（貧困の湾）での観察とは正反対に、彼が訪ねた海岸沿いのいくつかのマオリの村での豊富な食糧供給に気付いた後に、プレンティ湾（豊穣の湾）と名付けた。

## 人口統計
ベイ・オブ・プレンティ地方の2006年国勢調査時の総居住人口は、257,379人である。
その内、28パーセントがマオリ族に属するとした。23パーセントは15歳以下で、失業率は3.9パーセントであった。

## 主要市町
- タウランガ 111,500人
- ロトルア 54,900人
- ファカタネ 18,850人
- カウェラウ 7,100人
- ティプーケ（テプケ） 7,050人
- オポティキ 4,000人
- カティカティ 2,950人